# WAY-213,613
WAY-213,613 je lek koji deluje kao inhibitor preuzimanja za podtip glutamatnog transportera 2. On je selektivan u odnosu na druge podtipove glutamatnih transportera, i visoko je selektivan u odnosu na metabotropne i jonotropne glutamatne receptore. It is used in scientific research into the function of the glutamate transporters.